# Robert Charles Vaughan

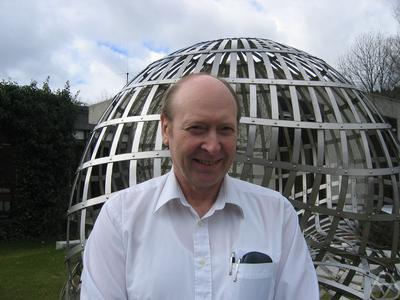
Vaughan in Oberwolfach (2008)

Robert Charles Vaughan, oft R. C. Vaughan zitiert, genannt Bob Vaughan, (* 24. März 1945) ist ein britischer Mathematiker, der sich mit analytischer Zahlentheorie beschäftigt.

## Leben
Vaughan besuchte von 1963 bis 1969 das University College London und promovierte dort 1970 bei Theodor Estermann zum Thema On the Representation of Numbers as Sums of Squares, Cubes and Fourth Powers and as Sums of Powers of Primes. Als Postdoc war er an der University of Nottingham und an der University of Sheffield. 1972 wurde er Lecturer und 1976 Reader am Imperial College in London, von 1980 bis 1997 Professor. 1974/75 und 1997/98 war er Gastprofessor an der University of Michigan in Ann Arbor. 1990 erhielt er den D. Sc. der University of London. Von 1988 bis 1990 war er Vorsitzender der Abteilung Reine Mathematik am Imperial College. Seit 1999 ist Vaughan Professor an der Pennsylvania State University. Er war Gastwissenschaftler und Gastprofessor unter anderem am Mittag-Leffler-Institut in Stockholm (1977), an der Cambridge University (1997 am Isaac Newton Institute und 2005 als Gastprofessor), 2008 an der University of York und am Institute for Advanced Study (1990/91).
Vaughan beschäftigte sich unter anderem mit dem Goldbach-Vermutung, der Hardy-Littlewood-Kreismethode, Exponentialsummen, dem Waring-Problem (teilweise mit seinem Doktoranden Trevor Wooley), den Eigenschaften der Riemannschen Zetafunktion, Dirichlet-L-Funktionen und glatten Zahlen.
1979 erhielt Vaughan den Berwick-Preis. 1978 war er Invited Lecturer auf dem ICM in Helsinki (Recent progress in additive prime number theory). 1990 wurde er Fellow der Royal Society. Er ist Mitglied der London Mathematical Society und Fellow der American Mathematical Society.

## Schriften
- The Hardy-Littlewood Method, 2. Auflage. Cambridge University Press 1997, ISBN 0-521-57347-5 (Cambridge Tracts in Mathematics. Vol. 125).
- mit Hugh Montgomery: Multiplicative Number Theory, vol. 1. Classical Theory. Cambridge University Press 2007, ISBN 978-0-521-84903-6 (Cambridge studies in advanced mathematics. Vol. 97).
- mit Trevor D. Wooley: Waring’s Problem. A Survey. In: M. Bennett, Berndt u. a. Surveys in Number Theory. Papers from the Millennial Conference on Number Theory. A. K. Peters, Natick, Massachusetts 2002, ISBN 1-56881-162-4.